# Татуапе (округ Сан-Паулу)
Татуапе́ (порт. Tatuapé) — округ в центральній частині міста Сан-Паулу, частина субпрефектури Моока. В районі знаходиться штаб-квартира футбольної команди Корінтіанс-Пауліста та два великих торгових центри — «Метро Татуапе» і «Бульвар Татуапе».

## Прославлений синів
- Сільвія Нунес Масіел де Олівейра — бразильський пастор і композитор.

## Галерея

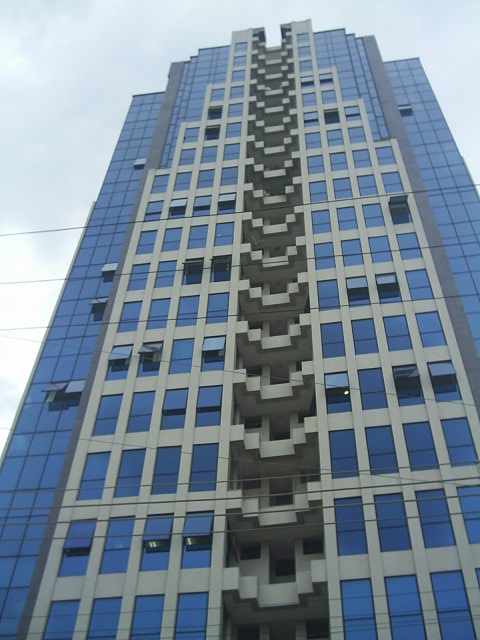
Торговий центр Камбе на вул. Емілії Маренгу
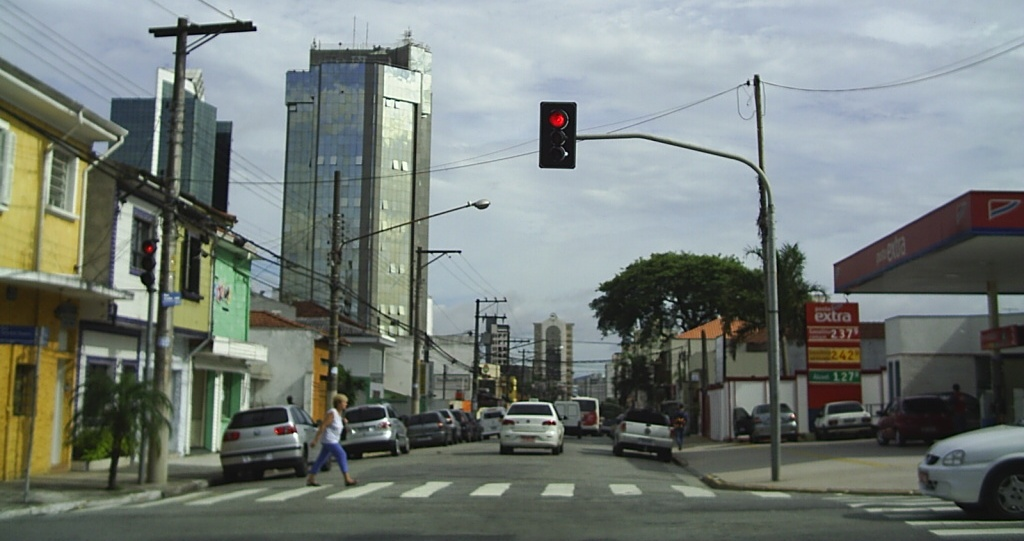
Комерційний район навколо вул. Коелью Лісбоа, одної з головних вулиць району
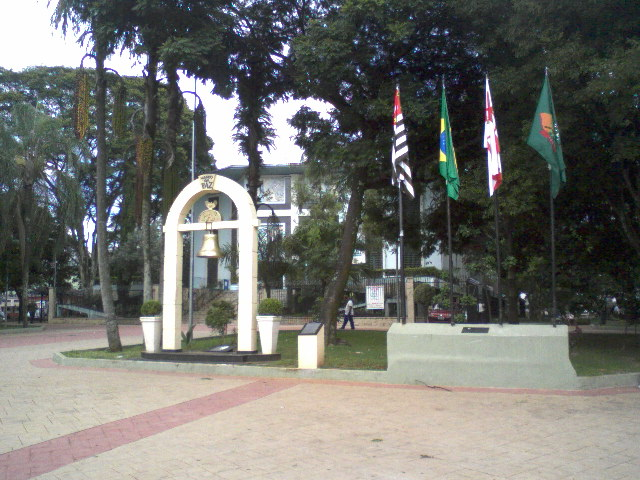
Символ миру на площі Сілвіу Ромеру
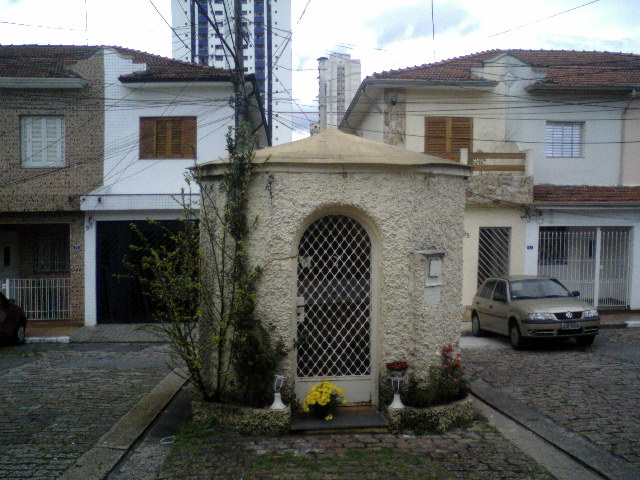
Вулиця Анжелу Марінеллі
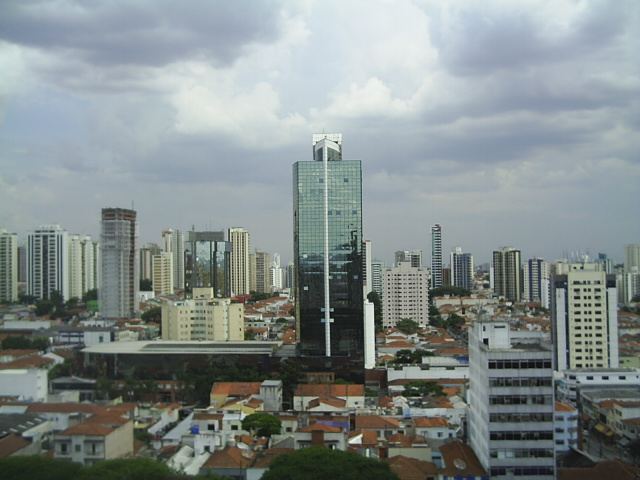
Офісна вежа Nave, найбільш висока споруда округу

| Бразилія | Це незавершена стаття з географії Бразилії. Ви можете допомогти проєкту, виправивши або дописавши її. |